# Élections législatives turques de 1999
Les élections législatives turques ont eu lieu le 18 avril 1999.

## Mode de scrutin

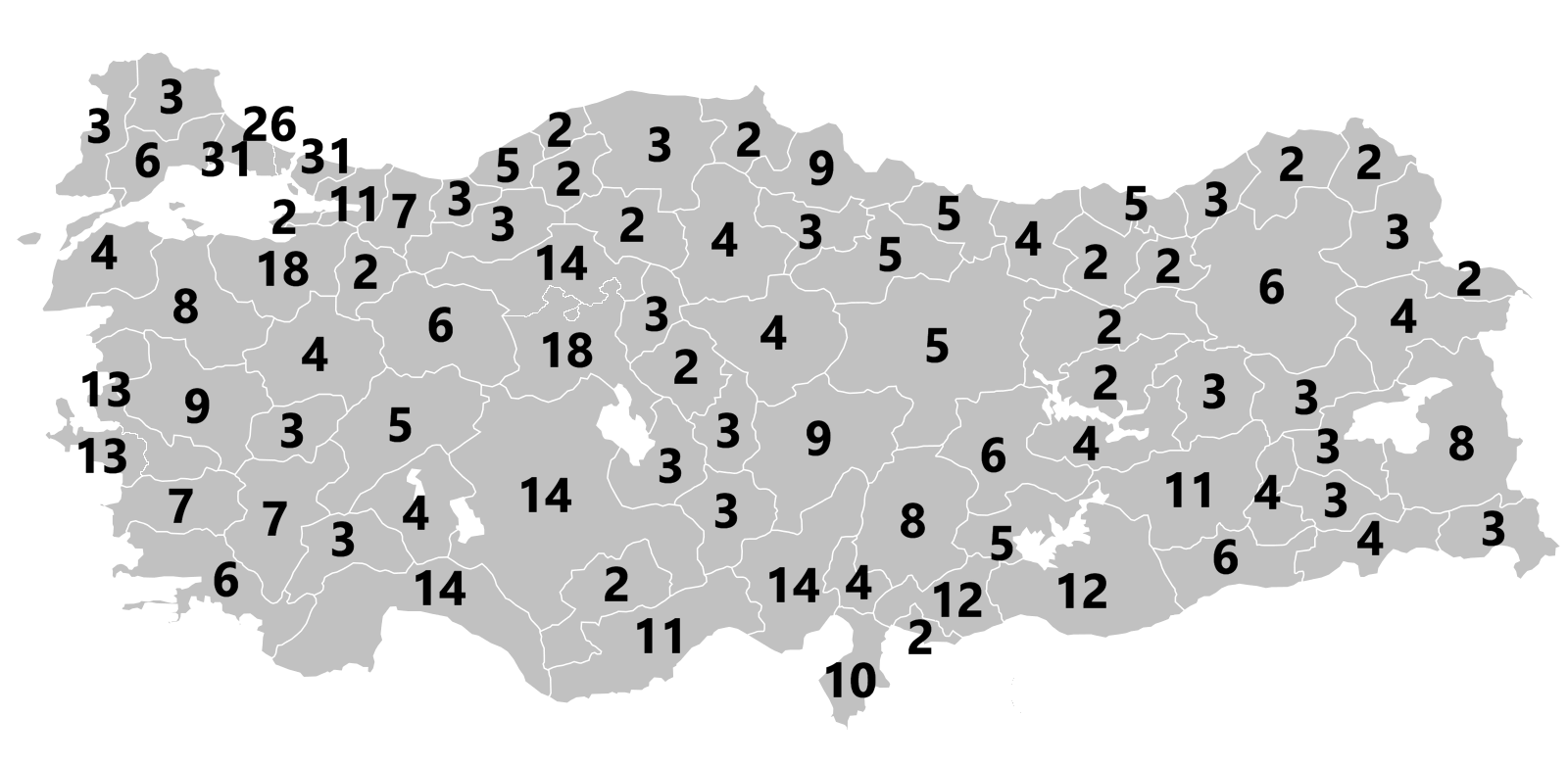
Nombre de sièges par provinces

La Grande Assemblée nationale de Turquie est le parlement unicaméral de la Turquie. Elle compte 550 députés, élus pour quatre ans au scrutin proportionnel, chacune des soixante-dix neuf provinces constituant une circonscription électorale. Les candidats présents sur la liste d'un parti politique ne sont élus que si leur formation a obtenu au moins 10 % des suffrages exprimés au niveau national, si elle a présenté deux candidats à chaque siège de député dans au moins la moitié des provinces, et si elle est bien implantée dans la moitié des provinces et un tiers des arrondissements provinciaux.
Au seuil électoral s'ajoutent plusieurs conditions supplémentaires auxquelles un parti doit se soumettre pour pouvoir bénéficier de sièges. Ils doivent avoir une présence dans un minimum d'un tiers des districts d'au moins 40 provinces, dans lesquelles ils doivent présenter au moins deux candidats.
Le seuil électoral turc de 10 % des suffrages, très élevé, a par le passé poussé au regroupement des formations et au vote tactique de la part des électeurs afin d'éviter que leur vote ne soit « perdu ».

## Résultats
|                           |                                               |            |       |      |        |               |  |  |  |
| Partis                    | Partis                                        | Voix       | %     | +/-  | Sièges | +/-           |  |  |  |
|                           | Parti de la gauche démocratique (DSP)         | 6 919 670  | 22,19 | 7,55 | 136    | 60            |  |  |  |
|                           | Parti d'action nationaliste (MHP)             | 5 606 583  | 17,98 | 9,8  | 129    | 129           |  |  |  |
|                           | Parti de la vertu (FP)                        | 4 805 381  | 15,41 | 5,97 | 111    | 47            |  |  |  |
|                           | Parti de la mère patrie (ANAP)                | 4 122 929  | 13,22 | 6,43 | 86     | 46            |  |  |  |
|                           | Parti de la juste voie (DYP)                  | 3 745 417  | 12,01 | 7,17 | 85     | 50            |  |  |  |
|                           | Parti républicain du peuple (CHP)             | 2 716 094  | 8,71  | 2    | 0      | 49            |  |  |  |
|                           | Parti de la démocratie du peuple (HADEP)      | 1 482 196  | 4,75  | 0,58 | 0      | en stagnation |  |  |  |
|                           | Parti de la grande unité (BBP)                | 456 353    | 1,46  | Nv   | 0      | en stagnation |  |  |  |
|                           | Parti de la liberté et de la solidarité (ÖDP) | 248 553    | 0,80  | Nv   | 0      | en stagnation |  |  |  |
|                           | Autres                                        | 811 055    | 2,60  | -    | 0      | -             |  |  |  |
|                           | Indépendants                                  | 270 265    | 0,87  | 0,39 | 3      | 3             |  |  |  |
|                           |                                               |            |       |      |        |               |  |  |  |
| Votes valides             | Votes valides                                 | 31 184 496 | 95,49 |      |        |               |  |  |  |
| Votes blancs et invalides | Votes blancs et invalides                     | 1 471 574  | 4,51  |      |        |               |  |  |  |
| Total                     | Total                                         | 32 656 070 | 100   | –    | 550    | en stagnation |  |  |  |
| Abstention                | Abstention                                    | 4 839 147  | 12,91 |      |        |               |  |  |  |
| Inscrits / participation  | Inscrits / participation                      | 37 495 217 | 87,09 |      |        |               |  |  |  |

## Analyse et conséquences
À la tête d’un gouvernement minoritaire depuis trois mois, Bülent Encevit et sa formation, le Parti de la gauche démocratique (une scission du parti kemaliste) arrivent en tête de ces élections législatives anticipées. Encevit reste donc premier ministre et forme une coalition hétéroclite avec l’ANAP (centre-droit) et le MHP (extrême droite).